# Wapen van Terheijden

Wapen van Terheijden
1817-1961

Wapen van Terheijden
1961-1997

Het wapen van Terheijden kent twee versies. De eerste werd op 16 juli 1817 bevestigd door de Hoge Raad van Adel aan de Noord-Brabantse gemeente Terheijden. De tweede werd op 19 september 1961 verleend. Per 1997 ging Terheijden op in de nieuwe gemeente Made, die overigens een jaar later Drimmelen ging heten. Het wapen van Terheijden is daardoor komen te vervallen als gemeentewapen.

## Blazoenering
De blazoenering van het wapen per 1817 luidde als volgt:
In blauw het beeld van de H.Anthonius van goud, half naar links gewend, met achter deze uitkomend een varken, eveneens van goud..
De blazoenering van het wapen per 1961 luidde als volgt:
In azuur de beeltenis van St. Antonius, omhangen met de kluizenaarsmantel, de rechterhand steunende op een kruk, in de linkerhand een opengeslagen boek houdende, ter linkerzijde vergezeld van een gedeeltelijk zichtbaar tam varken, staande op een terras, alles van goud. Het schild gedekt met een gouden kroon van drie bladeren en twee paarlen.
De heraldische kleuren van beide wapens zijn azuur (blauw) en goud (goud of geel). Dit zijn de rijkskleuren. In de heraldiek zijn links en rechts gezien van achter het schild; voor de toeschouwer zijn de termen links en rechts dus verwisseld.
In de register van de Hoge Raad van Adel zelf wordt geen beschrijving van het eerste wapen gegeven, maar een afbeelding. De beschrijving op de pagina komt niet overeen met de wapenafbeelding.
Het schild van het tweede wapen is gedekt met een gravenkroon.

## Verklaring
Na de afscheiding van Breda in 1400 werd Terheijden een zelfstandige heerlijkheid. In 1633 werd de kerk in Terheijden verheven tot parochiekerk, waarbij ze toegewijd werd aan Antonius van Egypte. Deze heilige werd ook afgebeeld op het zegel van de schepenbank.